# باشگاه فوتبال جیانگسو
باشگاه فوتبال جیانگسو (انگلیسی: Jiangsu F.C.) یک باشگاه فوتبال در شهر نانجینگ، چین بود که در سوپر لیگ فوتبال چین شرکت می‌کرد.
این باشگاه در سال ۱۹۵۸ به صورت نیمه‌حرفه ای تأسیس شد و در سال ۱۹۹۴ تبدیل به باشگاهی حرفه‌ای شده‌است، و در سال ۲۰۲۰ برای اولین بار قهرمان سوپر لیگ چین شد. جیانگسو همچنین ۲ قهرمانی در لیگ سطح دوم فوتبال چین و یک قهرمانی در جام حذفی و سوپرجام فوتبال چین در کارنامه دارد.فابیو کاپلو در فصل ۲۰۱۷-۲۰۱۸ سرمربی این تیم بود.
پیش از آغاز فصل ۲۰۲۱، این تیم نامش را از جیانگسو سونینگ به جیانگسو اف‌سی تغییر داد. با این حال در ۲۸ فوریه ۲۰۲۱، گروه هلدینگ سونینگ مالک این تیم از انحلال باشگاه خبر داد.